# Comuna Orleanske, Vasîlivka
Orleanske (în ucraineană Орлянське) este o comună în raionul Vasîlivka, regiunea Zaporijjea, Ucraina, formată din satele Iasna Poleana, Orleanske (reședința), Topolîne, Uleanivka și Vidnojîne.

## Demografie
Componența lingvistică a comunei Orleanske
     Ucraineană (89,61%)
     Rusă (9,35%)
     Alte limbi (0,34%)
Conform recensământului din 2001, majoritatea populației comunei Orleanske era vorbitoare de ucraineană (89,61%), existând în minoritate și vorbitori de rusă (9,35%).